# Haluzice (district de Zlín)
Pour les articles homonymes, voir Haluzice.
Haluzice (en allemand : Halusitz, précédemment aussi : Hallusitz) est une commune du district et de la région de Zlín, en République tchèque. Sa population s'élevait à 82 habitants en 2020, ce qui en fait la commune la moins peuplée du district.

## Géographie
Haluzice se trouve à 20 km au sud-est de Zlín, à 95 km à l'est de Brno et à 271 km au sud-est de Prague.
La commune est limitée par Loučka au nord-ouest et au nord, par Újezd au nord-est, par Vlachovice à l'est et au sud, et par Lipová et Slopné à l'ouest.

## Histoire
La première mention écrite du village date de 1261.

## Transports
Par la route, Haluzice se trouve à 7 km de Slavičín, à 27 km de Zlín, à 117 km de Brno et à 328 km de Prague.